# Vuillery
Vuillery és un municipi francès, situat al departament de l'Aisne i a la regió dels Alts de França. L'any 2007 tenia 31 habitants.

## Demografia

### Població
El 2007 la població de fet de Vuillery era de 31 persones. Hi havia 16 famílies de les quals 4 eren unipersonals (4 homes vivint sols), 4 parelles sense fills i 8 parelles amb fills.
La població ha evolucionat segons el següent gràfic:
Habitants censats

### Habitatges
El 2007 hi havia 15 habitatges, 13 eren l'habitatge principal de la família, 1 era una segona residència i 1 estava desocupat. Tots els 15 habitatges eren cases. Dels 13 habitatges principals, 12 estaven ocupats pels seus propietaris i 1 estava llogat i ocupat pels llogaters; 1 tenia dues cambres, 3 en tenien tres, 3 en tenien quatre i 6 en tenien cinc o més. 10 habitatges disposaven pel capbaix d'una plaça de pàrquing. A 6 habitatges hi havia un automòbil i a 5 n'hi havia dos o més.

### Piràmide de població
La piràmide de població per edats i sexe el 2009 era:
| Homes | Edats   | Dones |
| ----- | ------- | ----- |
| 0     | 95 o +  | 0     |
| 0     | 90 a 94 | 0     |
| 0     | 85 a 89 | 0     |
| 0     | 80 a 84 | 0     |
| 0     | 75 a 79 | 0     |
| 0     | 70 a 74 | 0     |
| 4     | 65 a 69 | 0     |
| 0     | 60 a 64 | 4     |
| 0     | 55 a 59 | 0     |
| 0     | 50 a 54 | 0     |
| 0     | 45 a 49 | 0     |
| 0     | 40 a 44 | 0     |
| 0     | 35 a 39 | 0     |
| 0     | 30 a 34 | 0     |
| 4     | 25 a 29 | 4     |
| 0     | 20 a 24 | 0     |
| 0     | 15 a 19 | 0     |
| 0     | 10 a 14 | 0     |
| 0     | 5 a 9   | 0     |
| 4     | 0 a 4   | 0     |

## Economia
El 2007 la població en edat de treballar era de 17 persones, 15 eren actives i 2 eren inactives. De les 15 persones actives 14 estaven ocupades (8 homes i 6 dones) i 1 aturada (1 dona i 1 dona). De les 2 persones inactives 1 estava jubilada i 1 estava estudiant.
Activitats econòmiques
L'únic establiment que hi havia el 2007 era d'una empresa de fabricació d'altres productes industrials.

## Poblacions més properes
El següent diagrama mostra les poblacions més properes.